# Campeonato Open de Ralis
O Campeonato Open de Ralis (Open) foi uma competição de ralis em Portugal,  organizada pela Federação Portuguesa de Automobilismo e Karting destinada a todas as viaturas que possuam homologação FIA A ou N, mas cuja cilindrada nominal seja igual ou inferior a 2000 cc e não disponham de quatro rodas motrizes. Há também um segunda categoria para veículos de 4 rodas motrizes sem homolgação (VSH).
Provas como o Campeonato Junior de Ralis, o Desafio Modelstand (troféu monomarca disputados por Peugeot 206 Gti) e o Troféu Fastbravo (troféu monomarca disputados por SEAT Marbella), e os diversos Campeonatos Regionais de Ralis (Norte, Centro e Sul) acompanhavam geralmente o Open.
Em 2013 o Open passou a partilhar algumas provas com o CPR, tendo sido extinto pela FPAK no final desse ano.

## Vencedores
| Categoria     | Vencedor         | Vice-campeão      | 3º Classificado   |
| ------------- | ---------------- | ----------------- | ----------------- |
| 4 Rodas Mot.  | Carlos Martins   | Luís Mota         | Fernando Teotónio |
| 2 Rodas Mot.  | Gil Antunes      | João Ruivo        | Nuno Coelho       |
| Feminino      | Mariana Carvalho | Daniela Rodrigues | Elsa Ariana Pinto |
| T. Fastbravo  | Fábio Paço       | Nuno Figueiredo   | Rafael Cardeira   |
| D. Modelstand | Gil Antunes      | João Ruivo        | Herculano Antas   |